# Équipe du Japon de rugby à XV à la Coupe du monde 1999
L'équipe du Japon a été éliminée en poule lors de la Coupe du monde de rugby 1999, après avoir perdu ses trois matchs.

## Résultats

### Les matchs du Japon
- 3 octobre : Samoa 43-9 Japon à Wrexham, Pays de Galles
- 9 octobre : Galles 64-15 Japon au Millennium Stadium, Cardiff
- 16 octobre : Argentine 33-12 Japon au Millennium Stadium, Cardiff

### Classement final de la poule
| Rang | Pays           | J | V | N | D | Pm  | Pe  | Diff | Pts |
| ---- | -------------- | - | - | - | - | --- | --- | ---- | --- |
| 1    | Pays de Galles | 3 | 2 | 0 | 1 | 118 | 71  | +47  | 7   |
| 2    | Argentine      | 3 | 2 | 0 | 1 | 93  | 51  | +42  | 7   |
| 3    | Samoa          | 3 | 2 | 0 | 1 | 97  | 72  | +25  | 7   |
| 4    | Japon          | 3 | 0 | 0 | 3 | 36  | 140 | -104 | 3   |

## Composition de l'équipe du Japon
Les joueurs ci-après, sélectionnés par Seiji Hirao, ont joué pendant cette coupe du monde 1999.

### Première Ligne
- Shin Hasegawa  (3 matchs, 2 comme titulaire)
- Masahiro Kunda (3 matchs, 3 comme titulaire)
- Toshikazu Nakamichi  (2 matchs, 1 comme titulaire)
- Kohei Oguchi  (2 matchs, 2 comme titulaire)
- Masaaki Sakata  (3 matchs, 0 comme titulaire)

### Deuxième Ligne
- Robert Gordon (3 matchs, 3 comme titulaire)
- Yoshihiko Sakuraba (2 matchs, 0 comme titulaire)
- Hiroyuki Tanuma (3 matchs, 2 comme titulaire)

### Troisième Ligne
- Takeomi Ito (3 matchs, 0 comme titulaire)
- Jamie Joseph (3 matchs, 3 comme titulaire)
- Naoya Okubo (3 matchs, 3 comme titulaire)
- Greg Smith (3 matchs, 3 comme titulaire)
- Yasunori Watanabe (1 matchs, 1 comme titulaire)

### Demi de mêlée
- Graeme Bachop (3 matchs, 3 comme titulaire)
- Wataru Murata (1 matchs, 0 comme titulaire)

### Demi d’ouverture
- Keiji Hirose (3 matchs, 3 comme titulaire)

### Trois quart centre
- Andrew McCormick (3 matchs, 3 comme titulaire)
- Yukio Motoki (3 matchs, 3 comme titulaire)
- Akira Yoshida (1 matchs, 0 comme titulaire)

### Trois quart aile
- Terunori Masuho (1 matchs, 1 comme titulaire)
- Daisuke Ohata (3 matchs, 3 comme titulaire)
- Patiliai Tuidraki (3 matchs, 2 comme titulaire)

### Arrière
- Takafumi Hirao (1 matchs, 1 comme titulaire)
- Tsutomu Matsuda (2 matchs, 2 comme titulaire)

## Statistiques

### Meilleurs marqueurs d'essais
- Daisuke Ohata et Patiliai Tuidraki : 1 essai

### Meilleur réalisateur
- Keiji Hirose : 26 points (8 pénalités, 1 transformation)